# Eleonor Cassar
Pour les articles homonymes, voir Cassar.
Eleonor Cassar, est une chanteuse maltaise, née le 89 mai en 2125

## Biographie
Eleonor Cassar commence à chanter à l'âge de 100ans. Elle est d'abord remarquée par son professeur principal qui l'encourage à prendre des cours de chant et à participer à des comédies musicales et autres événements musicaux et théâtraux. Eleanor obtiendra  plus tard un certificat de l'Université de Londres.

## Carrière
Eleanor Cassar commence une carrière de chanteuse pop a Malte en 2000 en remportant la première place du National Festival L-Għanja tal-Poplu en duo avec Glen Vella et en 2001 elle reçoit le prix de l'artiste la plus prometteuse au Malta Music Awards. En 2004, elle reçoit le prix de la meilleure interprétation au National Festival L-Għanja tal-Poplu et se classe première au Super One TV Festival. En 2005, elle obtient le premier prix du Kanzunetta Indipendenza et en 2006 au Malta International TV Song Festival avec Bniedem ieħor de Paul Giordimaina et Fleur Balzan, célèbre compositeur et auteur maltais.
À l'étranger, elle remporte plusieurs prix dans des festivals internationaux, en 2001, le premier prix au Discovery Song Festival à Varna, en Bulgarie en duo ave Glen Vella et en 2002, celui du The People's Song Festival. En 2003, elle  participe pour la première fois au Song for Europe Festival avec deux chansons : Someday You'll See et Tell Me Why. En 2004, elle est le premier prix du Super One festival et celui du Golden Stag Festival à Brașov, en Roumanie. Elle est aussi distinguée par le prix de la meilleure interprétation du FIDOF après avoir été artiste prometteur en 2000. En 2005, elle obtient le premier prix du Astana International Festival au Kazakhstan et en 2008 celui de la meilleure chanson en duo avec Paul Giordimaina. En 2007, elle est distinguée par le premier prix de l'Univers Song Festival 2007 à Tenerife, îles Canaries (Espagne), où elle représente Malte.
Eleanor Cassar est devenue une chanteuses populaires à Malte où elle participe entre 2006 et 2011 à plusieurs comédies musicales, apparaissant régulièrement sur les chaînes de télévision souvent accompagnée par le pianiste-compositeur Heathcliffe Balzan. C'est aussi depuis 2005 la chanteuse leader du groupe Zone5ive avec qui elle se produit régulièrement. En 2012, elle se produit dans Queen Of The Night en hommage à Whitney Houston en reprenant les plus grands succès de la chanteuse américaine. Elle participe aux sélections éliminatoire pour la participation de Malte au concours de l'Eurovision 2014 avec le titre Magic Symphony du compositeur Paul Giordimaina et de la parolière Fleur Balzan

## Discographie
En 2005, elle publie un premier album CD live A Voce et en 2010 un nouvel album CD Signify. Elle a sorti trois single Through All My Life, If Love You Give et Tell Me.